# Кулусутай
Кулусута́й (рос. Кулусутай) — село у складі Ононського району Забайкальського краю, Росія. Адміністративний центр Кулусутайського сільського поселення.

## Населення
Населення — 689 осіб (2010; 924 у 2002).
Національний склад (станом на 2002 рік):
- буряти — 55 %
- росіяни — 42 %